# منطقه هانتر
هانتر (به انگلیسی: Hunter) ناحیه‌ای است در ایالت نیو ساوت ولز استرالیا که معمولاً با نام هانتر والی شناخته می‌شود و با جمعیتی بیش از ۶۳۰٫۰۰۰ نفر در شمال سیدنی قرار دارد. بیش از نیمی از جمعیت این ناحیه در شهر ساحلی نیوکاسل زندگی می‌کنند. نیمه دیگر جمعیت در ۱۱ شهر دیگر واقع در این ناحیه زندگی می‌کنند. دره واقع در این ناحیه یکی از بزرگترین دره‌ها در نیو ساوت ولز محسوب می‌شود و اغلب از آن برای استخراج زغال‌سنگ استفاده می‌شود.

## صنایع
از معروف‌ترین صنایع در ناحیه هانتر شراب آن است که به هر دو صورت شراب قرمز و شراب سفید تولید می‌شود. فعالیت‌های مهم اقتصادی دیگر در دره هانتر و استخراج زغال‌سنگ صورت می‌گیرد که بیشتر این محصول صادر می‌شود. دیگر فعالیت‌های اقتصادی هم شامل تولید نیرو به واسطه ایستگاه برق ، کشاورزی ، گوشت و حصولات لبنی می‌شود.

### گردشگری
دره هانتر ششمین محل پربازدید در نیو ساوت ولز است و گردشگران زیادی به آن‌جا مراجعه می‌کنند. تخمین زده شده که سالانه ۲٫۵ میلیون نفر از این دره بازدید می‌کنند. همچنین در این ناحیه یکی از معروف‌ترین و بزرگترین نواحی پرورش اسب در جهان قرار دارد.

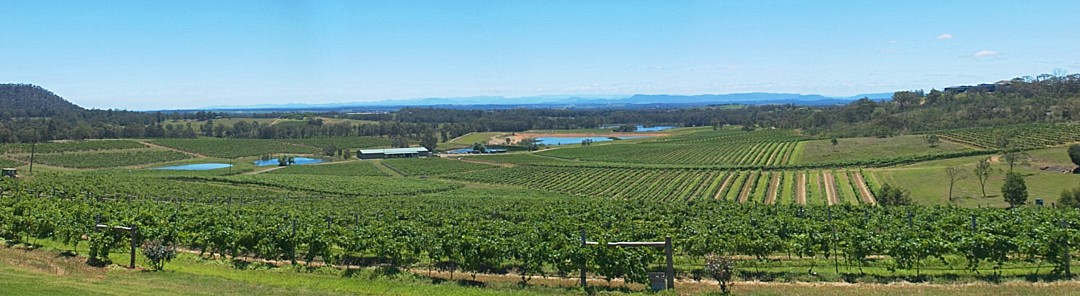
نمایی از هانتر

## رشد
ناحیه هانتر هم از لحاظ فرهنگی و هم از لحاظ اقتصادی رو به رشد است. مناطق جدید مسکونی با قیمت مناسب در این ناحیه رو به رشد است و فرصت‌های شغلی مناسبی برای مردم منطقه به وجود آمده است. دولت ایالتی در حال همکاری با دولت‌های محلی برای برنامه‌ریزی برای رشد در این منطقه است که انتظار می‌رود برای چندین دهه ادامه خواهد داشت. همچنین پیشنهاد ساخت شهر جدیدی در این ناحیه داده شده‌است.